# 케이프브레턴 고원 국립공원

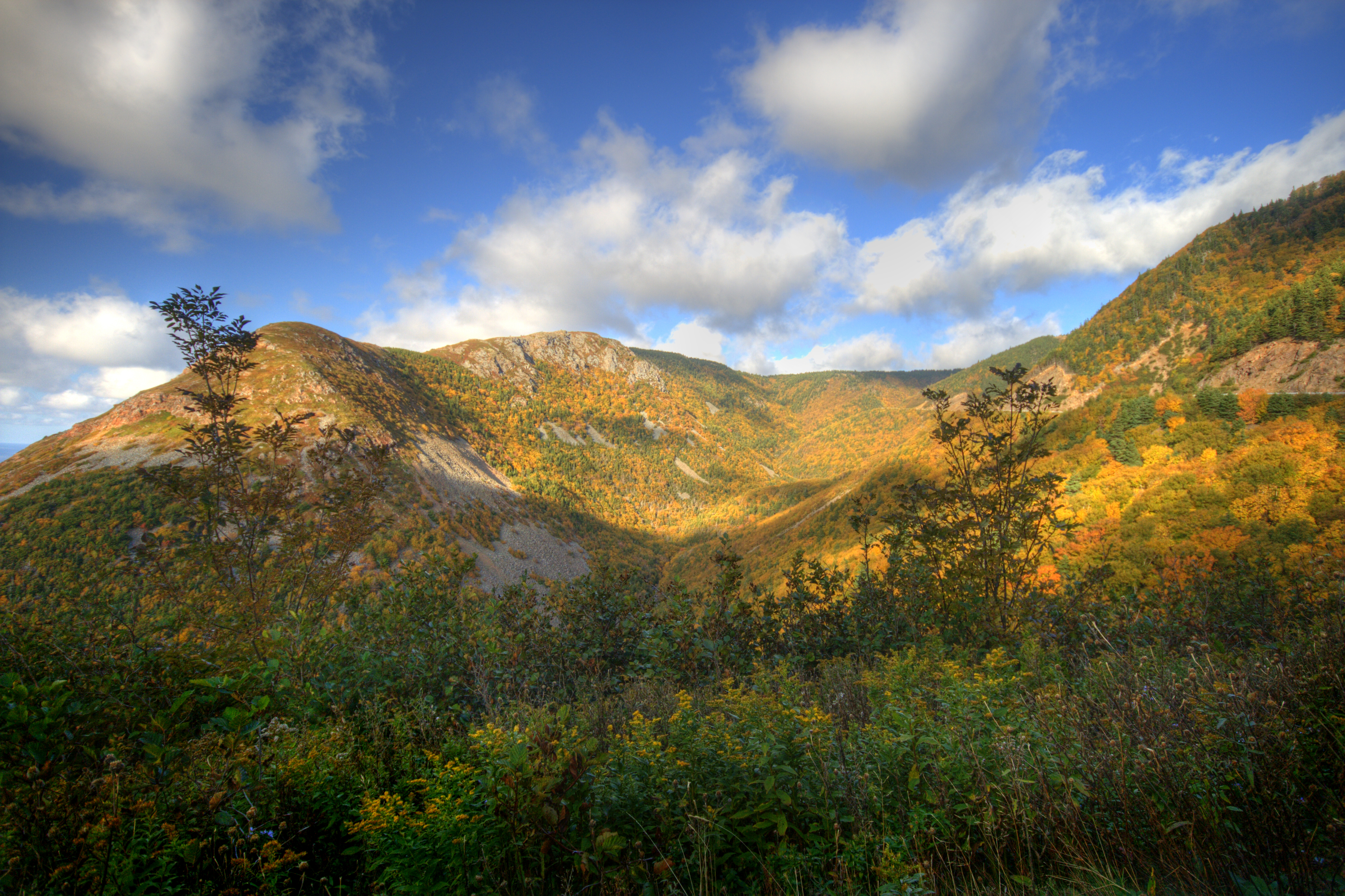
가을

케이프브레턴 고원 국립공원(Cape Breton Highlands National Park)은 노바스코샤의 케이프브레턴섬에 위치해 있는 국립공원이다. 공원내의 케봇 길은 환상적인 바다와 산의 경치를 보여주는 것으로 알려져 있다. 동단 캐나다의 첫 국립공원이며, 총면적은 950 km2이다.
공원에 들어가기 전에 나오는 마을은 서쪽으로는 세인트로렌스만에 있는 케티켐프이며, 동쪽으로는 대서양에 있는 인고니시이다. 공원자체는 산, 협곡, 숲, 폭포, 암벽이 많은 해안가, 툰드라같은 고원이 있다.